# Val Taleggio
La Val Taleggio (Al Taècc in bergamasco) è una valle della Lombardia. Particolarmente conosciuta per la produzione casearia, la valle è molto amata da escursionisti e famiglie per i suoi bucolici paesaggi e per le sue passeggiate. 

## Geografia fisica

### Territorio

#### Morfologia
È una diramazione occidentale della Val Brembana che inizia nel comune di San Giovanni Bianco, in provincia di Bergamo. La valle è percorsa dal torrente Enna che nel corso dei secoli, tra Taleggio e San Giovanni Bianco, ha formato una spettacolare forra della lunghezza di circa 3 chilometri, chiamata l'Orrido della Val Taleggio.

## Cultura

### Cinema
- "Ombra e il Poeta" (2017), di Gianni Caminiti. Film ambientato prevalentemente nella Val Taleggio. Tutte le frazioni di Taleggio e Vedeseta vengono mostrate in questa opera rock in film, in particolar modo la location principale è il castello di Pizzino[1].

## Geografia antropica

### Suddivisioni amministrative
La val Taleggio è composta dai territori dei due comuni bergamaschi di Taleggio e Vedeseta e dal comune lecchese di Morterone che pur non essendo collegato con una strada agli altri due fa parte del bacino idrografico del torrente Enna.
Questi comuni sono spesso nati dalla fusione di piccole frazioni un tempo indipendenti.
Amministrativamente è suddivisa in tre comuni appartenenti alla Val Brembana, due in provincia di bergamo e uno in provincia di Lecco:
- Taleggio (BG), con le frazioni:
  - Sottochiesa (sede del Municipio)
  - Peghera
  - Olda
  - Pizzino
    - Ca' Corviglio
    - Fraggio
    - Grasso

- Vedeseta (BG), con le frazioni:
  - Avolasio
  - Lavina
  - Reggetto
  - Alta Montagna
  - San Bartolomeo

- Morterone (LC), con le sue località.

## Trasporti

### Vie di accesso
La valle è raggiungibile tramite tre vie di comunicazione:
- dalla Val Brembana, immettendosi sulla strada provinciale 25 San Giovanni Bianco-Val Bordesigli e percorrendo l'Orrido della Val Taleggio;
- dalla Val Brembilla, percorrendo la strada provinciale 24 Val Brembilla, passando per i Comuni di Brembilla e Gerosa e la Forcella di Bura;
- dalla Valsassina, utilizzando la strada provinciale 63 Prealpina Orobica che da Moggio porta al Culmine di San Pietro e quindi al torrente Bordesigli, confine con la Provincia di Bergamo, dove diventa strada provinciale 25.